# Emidio Graça
Emídio da Silva Graça (Setúbal, 17 maggio 1931 – 1992) è stato un calciatore portoghese, di ruolo centrocampista.

## Carriera

### Nazionale
Ha collezionato 12 presenze con la maglia della Nazionale.